# River Rea (River Tame)
Der River Rea ist ein kleiner Fluss bei Birmingham, England. Der Fluss entsteht im Waseley Hills Country Park westlich von Birmingham und mündet nach 23 Kilometern am Gravelly Hill Interchange der Autobahn M6 in den River Tame.
Der Fluss fließt – teilweise unterirdisch – durch das Stadtzentrum von Birmingham, wo im Bereich des Stadtviertels Digbeth Straßennamen wie etwa Rea Street den Ursprung Birminghams in einer Siedlung an einer Furt durch den River Rea anzeigen.